# バハラーム・ベイザー
バハラーム・ベイザー （Bahrām Beyzaie、1938年12月26日 - ） は、イランの映画監督、脚本家、演出家。ペルシア語表記はبهرام بیضائیで、批評家や人気の高い映画製作者として知られる。

## 作品
フィルモグラフィー（監督として）
- アムー・シビル（ 1969-短い）

- Safar（1970-短い-別名The Journey）

- Ragbār（1971-別名豪雨)

- QaribévaMeh（1974-別名The Stranger and the Fog ）　（1976-別名The Crow or The Raven）

- Charike-yeTārā（1979-別名Ballad of Tara）

- Marg-e Yazdgerd（1982-別名ヤズドゲルドの死)

- バシュ、リトルストレンジャー（1986-別名バシュ-1989年リリース）

- シャヤドヴァグティディガー（1988-別名多分また別の機会）

- モサフェラン（1992-別名）

- Goft-o-gūbāBād（1998-短い-別名Talking with the Wind）

- Sagkoshi（2001-別名Killing Mad Dogs )

- Qāli -yeSokhangū（2006）

- Vaqtihamekhābim（私たち全員が眠っているとき）（2009）